# Legna Hernández
Legna Hernández (18 luglio 1991) è una pallavolista portoricana, schiacciatrice delle Mets de Guaynabo.

## Carriera

### Club
La carriera professionistica di Legna Hernández inizia quando nella stagione 2011 debutta con la maglia delle Leonas de Ponce nella Liga de Voleibol Superior Femenino. Nella stagione 2014 raggiunge per la prima volta le finali scudetto, perse però contro le Criollas de Caguas, venendo premiata anche come MVP dello All-Star Game e Rising star del campionato.
Nella stagione 2016 viene ceduta alle Lancheras de Cataño, mentre nella stagione seguente segue la cessione del titolo sportivo della sua franchigia alla città di Aibonito, approdando alle neonate Polluelas de Aibonito, che lascia nel corso dell'annata per difendere i colori delle Changas de Naranjito.
Nel 2018 fa la sua prima esperienza all'estero, giocando in Bahrein con l'Al-Muharraq. Per la Liga de Voleibol Superior Femenino 2019 fa ritorno alle Changas de Naranjito: dopo quattro annate con la franchigia di Naranjito, nella Liga de Voleibol Superior Femenino 2023 approda alle Valencianas de Juncos, mentre nella Liga de Voleibol Superior Femenino 2024 indossa la casacca delle Mets de Guaynabo.

### Nazionale
Nell'estate del 2014 fa il suo esordio nella nazionale portoricana in occasione del World Grand Prix e vince qualche mese più tardi la medaglia d'argento ai XXII Giochi centramericani e caraibici. Successivamente conquista la medaglia di bronzo alla Volleyball Challenger Cup 2018.

## Palmarès

### Nazionale (competizioni minori)
- Giochi centramericani e caraibici 2014
- Volleyball Challenger Cup 2018

### Premi individuali
- 2014 - Liga de Voleibol Superior Femenino: MVP dello All-Star Game
- 2014 - Liga de Voleibol Superior Femenino: Rising star